# Обиње (Де Севр)
Обиње (фр. Aubigné) насеље је и општина у западној Француској у региону Поату-Шарант, у департману Де Севр која припада префектури Ниор.
По подацима из 2011. године у општини је живело 209 становника, а густина насељености је износила 7,17 становника/km². Општина се простире на површини од 29,15 km². Налази се на средњој надморској висини од 113 метара (максималној 159 m, а минималној 99 m).

## Демографија
| 1962. | 1968. | 1975. | 1982. | 1990. | 1999. | 2011. |
| ----- | ----- | ----- | ----- | ----- | ----- | ----- |
| 279   | 336   | 319   | 303   | 248   | 214   | 209   |

График промене броја становника у току последњих година